# Жирак, Кенджи
Кенджи́ Жира́к (фр. Kendji Girac, настоящее имя Kendji Maillé; род. 3 июля 1996, Перигё) — французский певец. Победитель третьего сезона французской версии телепередачи «Голос» (The Voice, la plus belle voix).

## Биография
Кенджи Майе (Жирак - девичья фамилия матери) родился 3 июля 1996 на юге Франции в городе Перигё (департамент Дордонь) в семье кочующих каталонских цыган (кале). Владеет испанским и французским языками, однако первым языком является каталонский. . Как признаётся Кенджи его семья вела традиционный образ жизни, в летние тёплые месяцы отправляясь табором кочевать по территории Франции. В 16 лет оставил школу и начал работать с отцом и братом. С детства увлекался музыкой, игре на гитаре его обучал дедушка. Использует в своих композициях традиционные цыганские мотивы и фламенко. Некоторые из его песен двуязычны, главным образом он поёт на испанском и французском языках.
В январе 2014 начал участие в третьем сезоне французской программы The Voice : La Plus Belle Voix, французской версии телешоу Голос. Его творческим наставником стал популярный французский певец британо-ливанского происхождения Мика. На отборочном этапе, исполняет песню Bella рэпера Maître Gims. Ранее, летом 2013 Кенджи Жирак опубликовал на ютубе репризу на эту песню, сыгранную в цыганском стиле, благодаря чему заявил о себе ещё до участия в конкурсе. В мае стал победителем проекта, набрав на тот момент рекордное количество голосов от телезрителей — 51%.

## Участие в телешоу «The Voice: La Plus Belle Voix»
| Этап конкурса        | Исполненная композиция                        | Оригинальный исполнитель           | Результат                   |
| -------------------- | --------------------------------------------- | ---------------------------------- | --------------------------- |
| Слепые прослушивания | «Bella»                                       | Maître Gims                        | Кенджи попал в команду Мики |
| Поединки             | «Tous les mêmes» (vs. Youness)                | Stromae                            | Спасен наставником          |
| Нокауты              | «Hotel California»                            | The Eagles                         | Спасен наставником          |
| Первый прямой эфир   | «Ma philosophie»                              | Амель Бент                         | Спасен (Выбор телезрителей) |
| Третий прямой эфир   | «Mad World»                                   | Tears for Fears                    | Спасен (Выбор телезрителей) |
| Четвертьфинал        | «Allumer le feu»                              | Джонни Холлидей                    | Спасен (Выбор телезрителей) |
| Полуфинал            | «Belle»                                       | Гару, Даниэль Лавуа и Патрик Фьори | Спасен                      |
| Финал                | «Amor de mis amores» & «Volare»               | Gipsy Kings                        | Победитель (51 %)           |
| Финал                | «Temps à nouveau» (дуэт с Жаном-Луи Аубертом) | Жан-Луи Ауберт                     | Победитель (51 %)           |
| Финал                | «L'Aigle noir» (дуэт с наставником Мика)      | Барбара                            | Победитель (51 %)           |

## 2014—настоящее время: Два альбома и большой успех
В сентябре того же года Кенджи выпустил первый студийный альбом Kendji названный в честь него. За неделю было продано 68 000 экземпляров и побил рекорд в местном чарте Top Albums и оставил далеко позади предыдущего лидера продаж. Песня Andalouse стала визитной карточкой певца.
В начале 2015 года Кенджи выпустил свою франкоязычную версию песни One Last Time (Attends-moi) (рус. Жди меня) которая является дуэтом с американской певицей Ариана Гранде, но сингл был выпущен 16 февраля спустя шесть дней после её оригинального релиза.
В сентябре того же года Кенджи выпустил второй альбом Ensemble, на премий NRJ Music Awards 2015 его песня Conmigo получила награду в номинации как Лучшая франкоязычная песня года.
Сейчас Кенджи записывает третий альбом и планирует спеть на международной арене.

## Дискография
- 2014 — Kendji
- 2015 — Ensemble / Вместе
- 2018 - Amigo

- 2020 - Mi vida